# 露西·格拉涅尔
露西·格拉涅尔（法語：Lucie Granier，1999年6月11日—），生于马赛，法国女子手球运动员。她曾代表法国国家队参加2024年夏季奥林匹克运动会女子手球比赛，获得一枚银牌。